# 아돌파스 라마나우스카스
아돌파스 라마나우스카스(리투아니아어: Adolfas Ramanauskas, 1918년 3월 6일 ~ 1957년 11월 29일)는 바나가스(Vanagas)라는 가명으로 알려져 있는 리투아니아의 군인이다.
미국 코네티컷주 뉴브리튼에서 리투아니아계 가문의 아들로 태어났으며 1921년에 리투아니아로 이주했다. 1939년에는 카우나스 군사학교를 졸업했다. 1944년부터 1945년까지 소련의 리투아니아 점령에 저항하는 게릴라 조직을 결성했다. 1949년에는 리투아니아의 독립을 주장하는 무장 파르티잔 조직인 리투아니아 자유 전사 연합을 결성했다.
리투아니아에서 은신 생활을 하던 도중에 1956년 10월 11일 아돌파스 라마나우스카스와 함께 카우나스 군사학교에 재학했던 안타나스 우르보나스(Antanas Urbonas)의 밀고를 입수한 소련 국가보안위원회(KGB)에 의해 체포되고 만다. KGB 빌뉴스 감옥에 수감된 이후에 극심한 고문을 받았으며 1957년 11월 29일에 처형당했다.
1990년 리투아니아가 소련으로부터 독립한 이후에 리투아니아 정부로부터 비티스 십자 훈장, 여단 준장 계급을 추서받았다.